# アンジオテンシン
アンジオテンシン（英語: Angiotensin）とは、ポリペプチドの1種で、血圧上昇（昇圧）作用を持つ生理活性物質である。アンギオテンシンとも呼ばれる（厚生労働省のウェブサイトでは両呼称の混用がみられる）。日本薬理学会による薬学用語解説ではアンジオテンシンが採用されている。

## 概説
アンジオテンシンにはI～IVの4種が存在し、これらのうち、アンジオテンシンII〜IVは心臓の収縮力を高め、細動脈を収縮させることで血圧を上昇させる。なお、アンジオテンシンIには血圧を上昇させる効果は無い。
アンジオテンシンの原料となるアンジオテンシノーゲン（ドイツ語: Angiotensinogen）は肝臓や肥大化した脂肪細胞から産生・分泌される。このアンジオテンシノーゲンは、腎臓の傍糸球体細胞から分泌されるタンパク質分解酵素であるレニンの作用によって、アミノ酸10残基から成るアンジオテンシンIが作り出される。その後、これがアンジオテンシン変換酵素（ACE）、キマーゼ、カテプシンGの働きによってC末端の2残基が切り離され、アンジオテンシンIIに変換される。また、アンジオテンシンIIはACE2により、血管拡張作用と抗増殖作用を有するヘプタペプチドであるアンジオテンシン-(1-7)へと変換される。
- アンジオテンシノーゲン：Asp - Arg - Val - Tyr - Ile - His - Pro - Phe - His - Leu - Val - Ile -...（453アミノ酸）
- アンジオテンシンI： Asp - Arg - Val - Tyr - Ile - His - Pro - Phe - His - Leu - OH
- アンジオテンシンII（ドイツ語版）： Asp- Arg - Val - Tyr - Ile - His - Pro - Phe - OH
- アンジオテンシンIII： Arg - Val - Tyr - Ile - His - Pro - Phe - OH
- アンジオテンシンIV： Val - Tyr - Ile - His - Pro - Phe - OH

アンジオテンシンIは血圧上昇作用を有さず、アンジオテンシンIIが最も強い活性を持つ。アンジオテンシンIIIはIIの4割程度の活性で、IVは更に低い。また、アンジオテンシンIIは副腎皮質（球状帯）に作用してアルドステロンを分泌させる。また、脳下垂体後葉から利尿を抑えるバソプレッシン（ADH）が分泌される。

## 作用機序
アンジオテンシンIIが副腎皮質にある受容体に結合すると、副腎皮質からアルドステロンの合成・分泌が促進される。このアルドステロンの働きによって、腎臓の集合管でのナトリウムの再吸収が促進され、これによって体液量が増加する事により、血圧上昇作用がもたらされる。また、バソプレッシン（ADH）分泌が促進され、水分の再吸収が促進されることにより、血圧上昇作用がもたらされる。

## 降圧剤の標的として
アンジオテンシンIIには血圧上昇作用があるため、これを作らせないか、またはその作用をブロックする化合物ができれば血圧降下剤として用いることができる。前者、つまりアンジオテンシン変換酵素（ACE）の働きを止めるタイプの薬剤をアンジオテンシン変換酵素阻害薬と呼ぶ。またアンジオテンシンII受容体に結合し、その作用をブロックするタイプの薬剤をアンジオテンシンII受容体拮抗薬（angiotensin receptor blocker, ARB）という。いずれも臨床上重要な降圧剤として広く用いられている。また近年、これらの前の段階である、レニンを阻害するタイプの降圧剤も登場している。